# Načeradec
Načeradec (in tedesco Nitscheratz) è un comune della Repubblica Ceca facente parte del distretto di Benešov, in Boemia Centrale.